# الفتح المكدوني لبلاد اليونان

## الفتح المكدوني لبلاد اليونان
ادت محاولات السيطرة والهيمنة التي قامت بها اثينا واسبرطة وطيبة بعدهما، ومحاولة اثينا لاستعادة سيطرتها على الدول – المدن اليونانية التي تكون الاحلاف وإلى الصراع بين هذه الاحلاف فيما عرف باسم الحروب البيلونيزية كما رأينا، هذا الصراع الذي انتهى بالفشل وعادت كل المدن إلى التمسك باستقلالها وسقطت كل محاولات الوحدة وانتصر نظام الدول – المدن المستقلة المنفصلة، وهذا وضع البلاد اليونانية في حالة عجز عن مواجهة  أي تهديد خارجي، خاصة ان القوى المسيطرة الكبرى في بلاد اليونان كانت قد خرجت من حلبة الصراع منهوكة القوى، عاجزة عن درء الاخطار بمفردها، واخذت اوضاعها العامة في الاضطراب والتدهور، فقد تناقصت الموارد الاقتصادية نتيجة الضعف المتزايد في التجارة الخارجية، حيث بدأت بعض الاسواق التقليدية للصادرات اليونانية تطور قدراتها الخاصة وتصل إلى درجة الاكتفاء الذاتي، كما شهدت المدن اليونانية تغيرات اجتماعية مرافقة للتغيرات الاقتصادية وناتجة عنها حيث انتشرت البطالة بين عمال المصانع نتيجة لضعف صادرات الفخار اليوناني، ومنافسته من قبل الفخار الإيطالي، فاتجه اليونانيون إلى العمل كجنود وبجارة مرتزقة عند الامم الأخرى ومن امثلتها المشهورة حملة كسينوفون الم}رح اليوناني والتي تبلغ عشرة الاف رجل والتي حاربت تحت لواء الأمير الفارسي قورش في صراعه على العرش ضد اخيه ارتاكسيركيس، وحملة أخرى حاربت تحت لواء الإمبراطور الفارسي ضد مصر عام 343ق.م. وقد رأينا ان اتجاه اليونانيون إلى العمل كمرتزقة لم يحدث منذ القرن الرابع فقط حيث ازداد اتجاه اليونان إلى مصر للتجارة وعمل بعضهم كمرتزقة في الجيش المصري وقد استخدم الفرعون (بسامتيخ الأول) (665-611) عددا كبيرا من هولاء الجنود اليونان المأجورين واسكنهم في بادئ الامر في مستعمرات خاصة عند (دفنه) كما عملوا في حرسه الخاص، كما انشئ على الساحل المصري مصنع يوناني للسفن في عهد الفرعون (نخاو)، وفي عهد الفرعون (اماسيس) اتخذت بعض التدابير التي كان من نتيجتها تأسيس مدينة نوقراطيس، كما كان حرسه الخاص من اليونان وكما كانت زوجته اميره يونانية ولكن حركة الارتزاق لم تقتصر على الخدمة في الجيوش الخارجية، بل تعدتها إلى العمل في جيوش المدن اليونانية نفسها، حيث بدت بعض المدن اليونانية تعتمد عليهم في شؤون الدفاع والحماية بدلا من المواطنين، مما نتج عنه تقاعس المواطنين عن القتال وضعف الروح العسكرية في نفوسهم، مما ادى إلى تدهور اوضاع هذه المدن وعجزها عن حماية نفسها ضد أي غزو خارجي. كما تدهور الوضع السياسي في المدن اليونانية، فازداد الصراع بين الطبقات الغنية والفقيرة حدة، وتفشت الانانية في النفوس واستحكمت روح العداء بين الطبقات، فقد أخذ الاغنياء يخفون ثرواتهم تهربا من الضرائب كما اخذت المحاكم الشعبية تبالغ في تقدير العقوبات المالية ضد الاغنياء خاصة، وشاعت ظاهرة المخبرين الذين كانوا يعملون جواسيس ضد الاغنياء، وخير مثال يوضح انانية الناس وعدم اهتمامهم بمصلحة مدينتهم وتقدير مصلحتهم الخاصة على المصلحة العامة، رغم ان الظروف كانت تقتضي العكس هو ما يرتبط بضريبة المسرح، فقد كان الاثينيون حريصين على الحصول على معونة المسرح، وهي مبالغ مالية كانت تصرف للاثينيين المحتاجين من الاموال العامة حتى يتمكنوا من حضور الاحتفالات الموسمية أو الرسمية السنوية، التي كانت تقيمها الدولة وتعرض فيها المباريات المسرحية، وقد وصل هذا الحرص في اواسط القرن الرابع ق.م. إلى درجة إصدار مجلس الشعب قرارا يفرض ادخال كل فائض الموازنة إلى خزينة اموال المسرح بدلا من خزينة الدفاع، وإن ينزل اقصى العقاب في كل من يحاول تغيير هذا الوضع، مما ادى إلى جعل المدن اليونانية كلها وليس اثينا فقط في وضع العاجزة عن مواجهة الخطر المكدوني كانت مكدونيا تضم المناطق الواسعة الواقعة شمال بلاد اليونان وهي المناطق ذات الامكانيات المعدنية الكبيرة والأراضي الزراعية الشاسعة والغابات الكثيفة، والمراعي الواسعة، وقد استطاعت في عهد ملكها فيليب ان تتحول من دولة ضعيفة مفككة يسيطر عليها الارستقراطيون إلى دولة قوية اخذت ترنو بابصارها صوب بلاد اليونان بدأ فيليب بالاستيلاء على المدن اليونانية واحدة تلو الأخرى بطريقة القضم لقمة لقمة، حيث كان يحاصر المدينة، ويهادن المدن الأخرى ويسالمها، ثم ينتقل إلى غيرها وهكذا وحين تنبهت اثينا وطيبة إلى ما يفعله فيليب قاما بتوحيد قواتهما لمواجهته ولكن الوقت قد فات واستطاع الملك فيليب هزيمة الجيوش الاثينية /الطيبية هزيمة ساحقة في معركة خايروني شمال بويوتيه عام 338ق.م.
قام الملك فيليب المكدوني بعد احتلاله اليونان بتنظم اوضاعها الداخلية فانشا  منها جميعا الحلف الهيلليني وجعل مركزه كورنثه، وجعل لهذا الحلف مجلسا يضم مندوبين عن كل المدن اليونانية على البر الأوروبي وكانت مهمته الرئيسة: ان يزود الملك المكدوني بما يحتاجه من القوات المقاتلة حين يحتاج، وان يشيع السلام بين المدن اليونانية عن طريق إصدار تشريع يحرم الحرب بين هذه المدن وحل الخلافات بالطرق السلمية عن طريق محكمين يفضون ما ينشأ بينهما من نزاعات، وعندما مات فيليب خلفه ابنه الاسكندر المكدوني الذي قاد الجيوش اليونانية في غزو سريع للشرق ادى إلى توسع اليونان، والفكر الثقافية اليونانية في الشرق وامتزاجها بالفكر والثقافة الشرقية ونشوء ما عرف باسم الثقافة الهيللنيسية.